# Église Saint-Bernardin-des-Zoccolanti d'Urbino

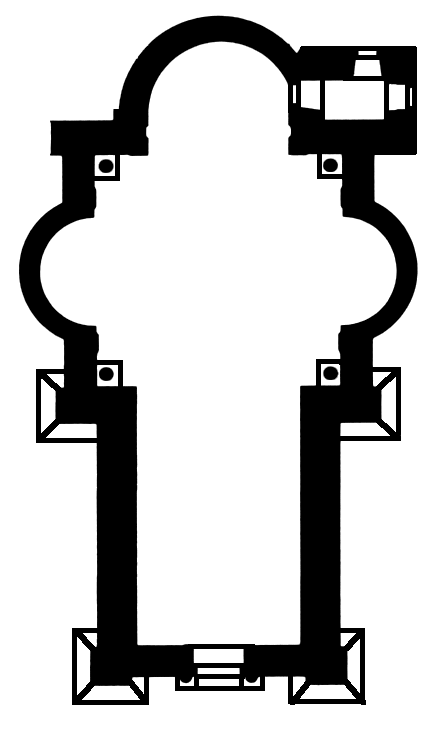
Reconstitution du plan de l'église Saint-Bernardin, tel qu'il devait apparaître à la fin du XVe siècle.

L'église Saint-Bernardin-des-Zoccolanti (en italien : chiesa di San Bernardino degli Zoccolanti) est une église franciscaine d'Urbino, située sur une colline à environ 2,5 km en dehors de la ville, via San Bernardino, près de la jonction avec via Ca' Corona. De l'église, vous pouvez voir le panorama d'Urbino.

## Histoire
L'église a été construite par ordre de Frédéric III de Montefeltro après sa mort, de 1482 à 1491, comme lieu pour sa sépulture et pour celle de ses successeurs (mausolée ducal). Le projet et la réalisation ultérieure des travaux sont aujourd'hui attribués à l'architecte ducal Francesco di Giorgio Martini (avec l'aide à la direction des travaux du jeune et prometteur Donato Bramante). Le bâtiment a une nette clarté architecturale, typique de la Renaissance à Urbino.
L'église a servi de modèle à l'église Santa Maria delle Grazie al Calcinaio, en contrebas de Cortone, construite par le même architecte quelques années plus tard. En 1741, elle fut endommagée par un tremblement de terre.

## Architecture

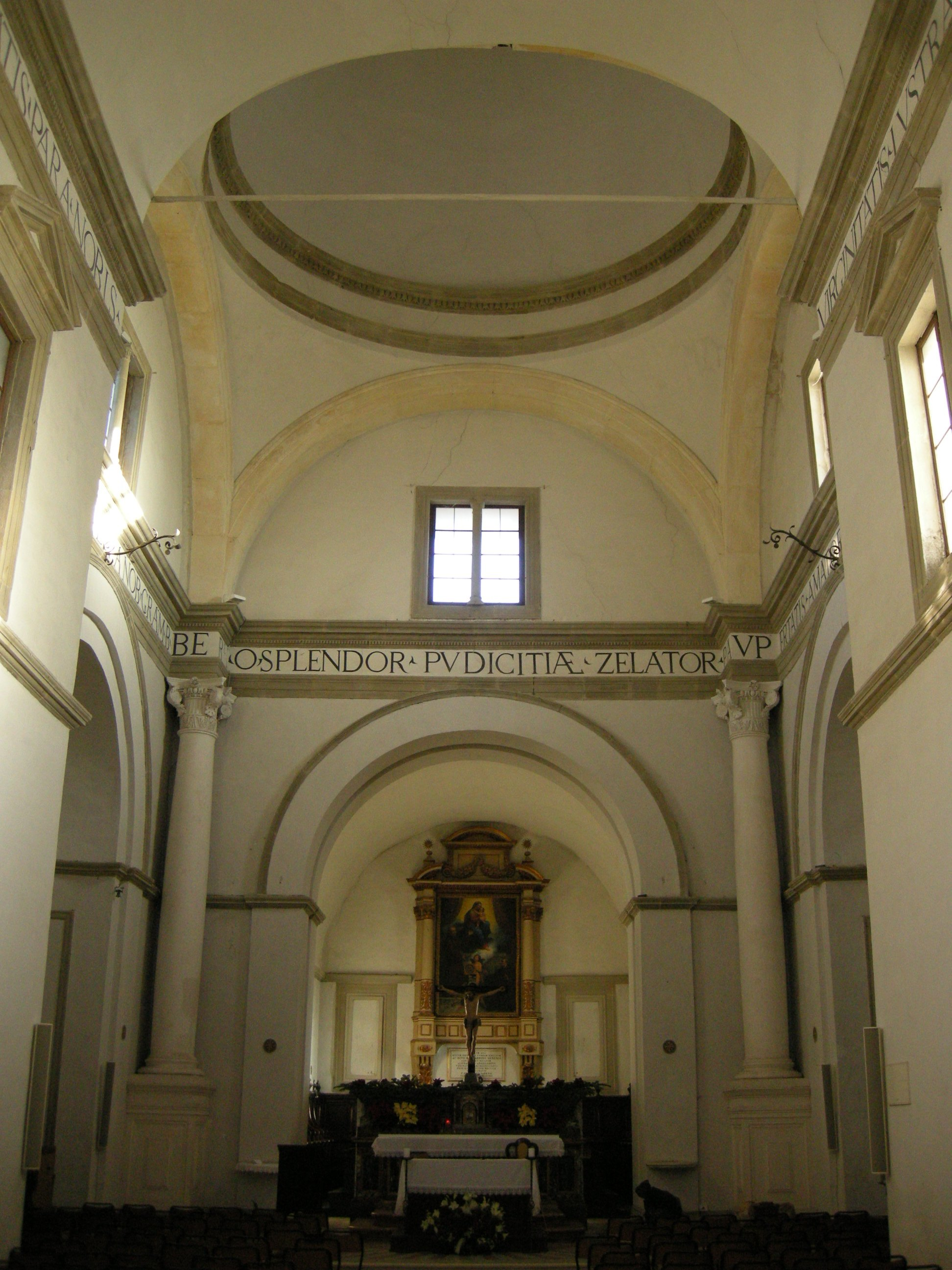
Intérieur.

L'extérieur de l'église, en brique, est compact et presque dépourvu de décorations, à l'exception des Corniche marcapiano séparant les étages, des fenêtres et de l'encadrement du portail. La façade est haute et étroite, culminant sur un petit fronton et traversée de bandes décoratives en grès qui se prolongent sur tout le périmètre ; le portail est en travertin  percé  de deux fenêtres ouvrantes. La lanterne du dôme est cylindrique, avec une lanterne. Aux coins des bras, sont érigés des contreforts.
Le clocher est tronqué, en raison de l'effondrement de la flèche lors du tremblement de terre de 1741.
Le style extérieur est sévère, rappelant les forteresses militaires. Il contraste ainsi avec le classicisme élégant de l’intérieur ; intérieur qui est en effet lumineux, essentiel et monumental à la fois, avec un plan en croix latine et une nef unique couverte d'une voûte en berceau.
Le côté longitudinal (piedicroce) est greffé sur un presbytère à plan presque carré et couvert d'un dôme, avec deux absides semi-circulaires sur les côtés et une niche rectangulaire voûtée en berceau derrière le maître-autel. Aussi derrière l’autel, y avait-il une abside semblable aux autres, composant ainsi une salle tricora dérivée des modèles de l'antiquité tardive. L'allongement et la modification du chœur remontent à la fin du XVIe siècle. Les niches sont entourées d'arcatures à double virole moulurée, jusqu'à la ligne d'imposition.
Le dôme est soutenu, en plus des murs, par quatre colonnes composites à fût lisse sur de hauts socles, qui rendent lisible le déchargement du poids au sol.
Les murs témoignent de la prédilection de Francesco di Giorgio Martini pour les surfaces nues et sobrement décorées. Quelques corniches en pierre moulurée (qui se détachent sur l'enduit blanc, selon un motif de mémoire de Brunelleschi) se trouvent à la hauteur du socle, de la marque d'appui et de la frise qui court sur tout le pourtour, avec une inscription en roman majuscule inspirée de celle de la cour du palais des Doges . On y lit une louange à saint Bernardin : « O SPLENDOR PUDICITIAE ZELATOR PAUPERTATIS AMATOR INNOCENTIAE CULTOR VIRGINITATIS LUSTRATOR SAPIENTIAE PROTECTOR VERITATIS ANTE THRONUM FULGIDUM AETERNAE MAIESTATIS PARA NOB(is) ADITU(m) DIVINAE PIETATIS IMPLORA NOB(is) GRA(tiam) B(date) BER(nardine) ».
La nef est éclairée par trois fenêtres rectangulaires, à corniches et tympan triangulaires en pierre, que l'on retrouve également sous les trois arcs à la base du dôme du presbytère.
Frédéric III de Montefeltro, son fils Guidobaldo, et sa femme Elisabetta Gonzaga, sont  enterrés dans l'église.

## Ouvrages d'art

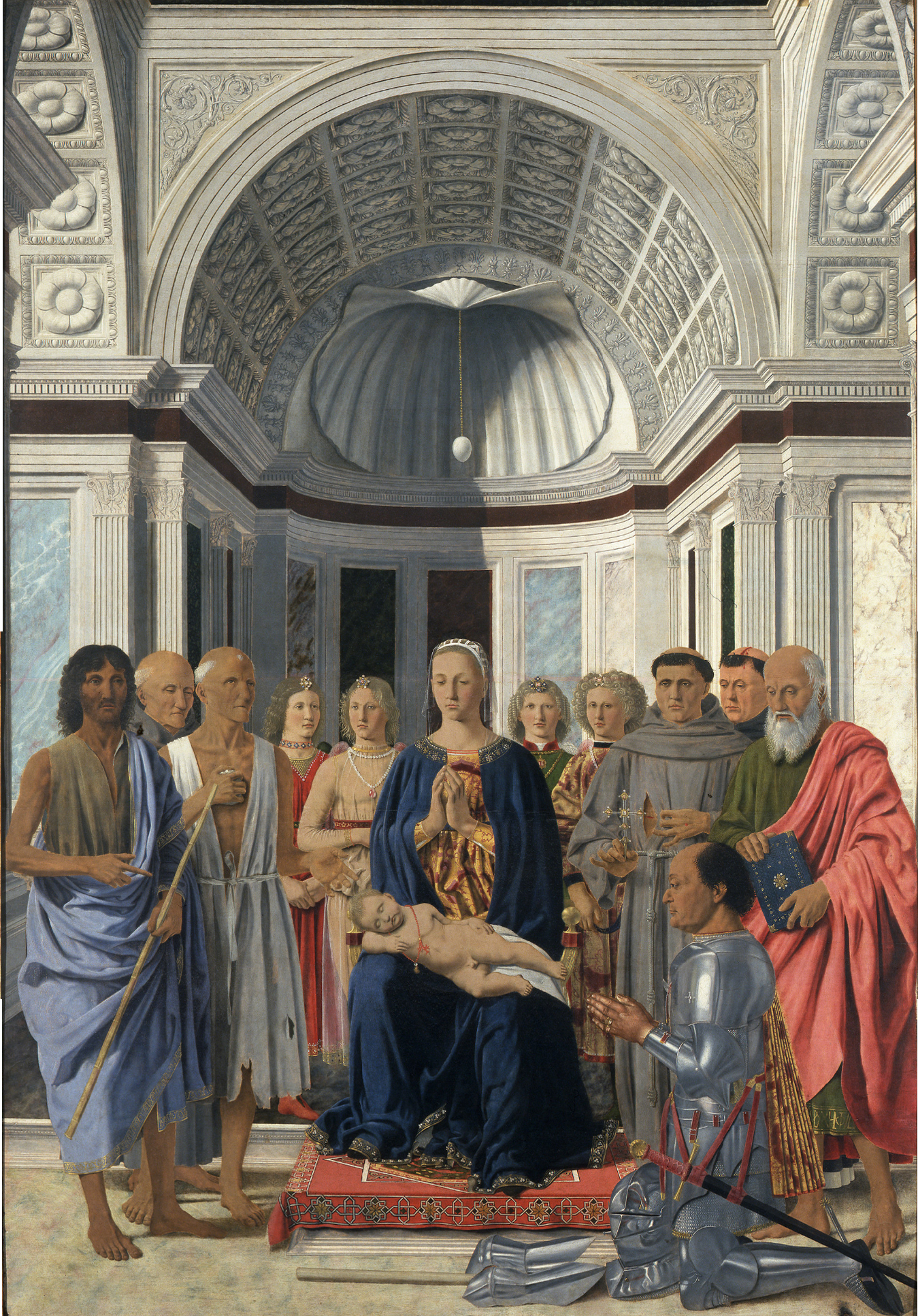
Piero della Francesca, La Conversation sacrée (1472), Pinacothèque de Brera, Milan.

Dans la nef se trouvent, face à face, les cénotaphes des ducs Frédéric III et Guidobaldo da Montefeltro : ce sont deux monuments baroques érigés longtemps après leur mort (1620).
Les bustes en marbre des deux ducs sont attribués à Girolamo Campagna.
La niche droite est ornée de fresques de 1642 représentant la Samaritaine au puits.
Dans le chœur, se trouve une toile du XIXe siècle avec la Vierge à l'Enfant, Saint Bernardin, Saint Jacques et deux anges, de Filippo Bigioli.
Jusqu'en 1810, le retable de Brera (vers 1472) de Piero della Francesca occupa cette position, lequel y fut placé par Bramante à la demande de Frédéric III da Montefeltro lui-même et, bien qu'il soit environ dix ans plus ancien que l'église, il créa un important dialogue entre architecture réelle et architecture peinte.

## Le couvent
Le couvent adjacent, appartenant aux Frères Mineurs, par l'austérité et la simplicité des édifices franciscains traditionnels semble jurer avec le raffinement de l'église.
L'édifice est également attribué à Francesco di Giorgio Martini, son point d'appui se trouve dans le cloître aux piliers architravés.
En 1876, le cimetière principal de la ville est construit dans le jardin et dans la forêt du couvent.
Le 22 janvier 2011, dans la nuit, une partie de la voûte du dortoir du couvent s'effondre à la suite d'infiltrations d'eau, sans faire de victimes.